# Ổ đĩa mềm
Xem các nghĩa có tên ổ đĩa tại bài định hướng: Ổ đĩa 

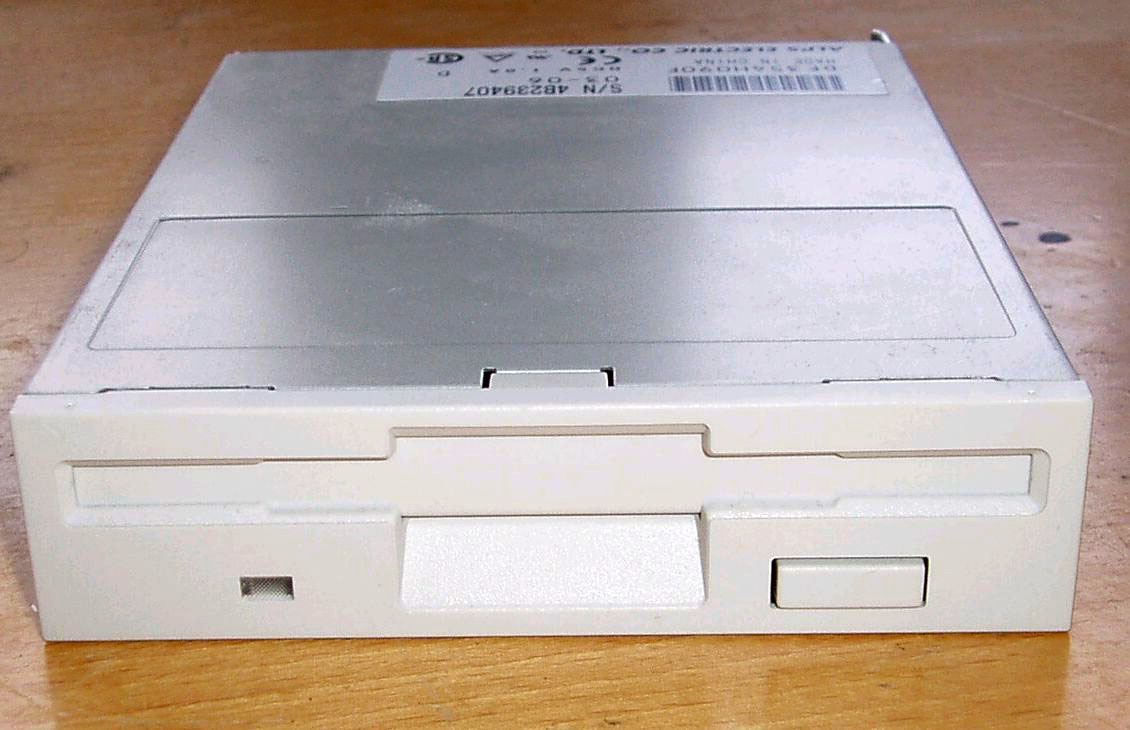
Một ổ đĩa mềm 3,5" dành cho máy tính cá nhân để bàn

Ổ đĩa mềm (floppy disk drive, viết tắt: FDD) là một thiết bị sử dụng để đọc và ghi dữ liệu từ các đĩa mềm.
Mỗi loại ổ đĩa mềm chỉ được sử dụng đối với một loại đĩa mềm riêng biệt mà không sử dụng đối với các loại đĩa có kích thước khác nhau.

## Lịch sử phát triển

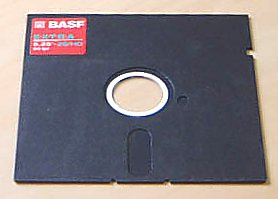
Một đĩa mềm 5,25"

Lịch sử phát triển của ổ đĩa mềm luôn song hành với sự phát triển của đĩa mềm, được bắt đầu từ khi Alan Shugart (lúc đang làm việc cho IBM) phát minh ra ổ đĩa mềm vào năm 1967. Shugart đã có nhiều cải tiến với loại đĩa mềm 8" như thêm một lớp vỏ bọc để bảo vệ. Năm 1968 Shugart rời khỏi IBM và thành lập công ty riêng, lúc này anh giới thiệu loại đĩa mềm 5,25". Loại đĩa mềm 5,25" đã trở thành một chuẩn phổ biến cho các máy tính thời đó, nó thay thế các loại đĩa mềm 8".

Sony đã giới thiệu các loại đĩa mềm 3,5" đầu tiên vào năm 1981. Nhưng công ty đầu tiên đưa đĩa mềm 3,5" vào sử dụng là HP với hệ thống HP-150 vào năm 1984. Đến năm 1987 thì IBM đã chuyển hoàn toàn các loại đĩa 5,25" sang loại 3,5", và từ đó chúng được sử dụng cho đến nay.
Do có các phương tiện lưu trữ dữ liệu khác có nhiều ưu điểm hơn hẳn so với lưu trữ bằng đĩa mềm nên ổ đĩa mềm hiếm khi còn sử dụng, chúng dần biến mất khỏi các máy tính ngày nay.

## Phân loại
Phân loại theo các loại đĩa mềm:

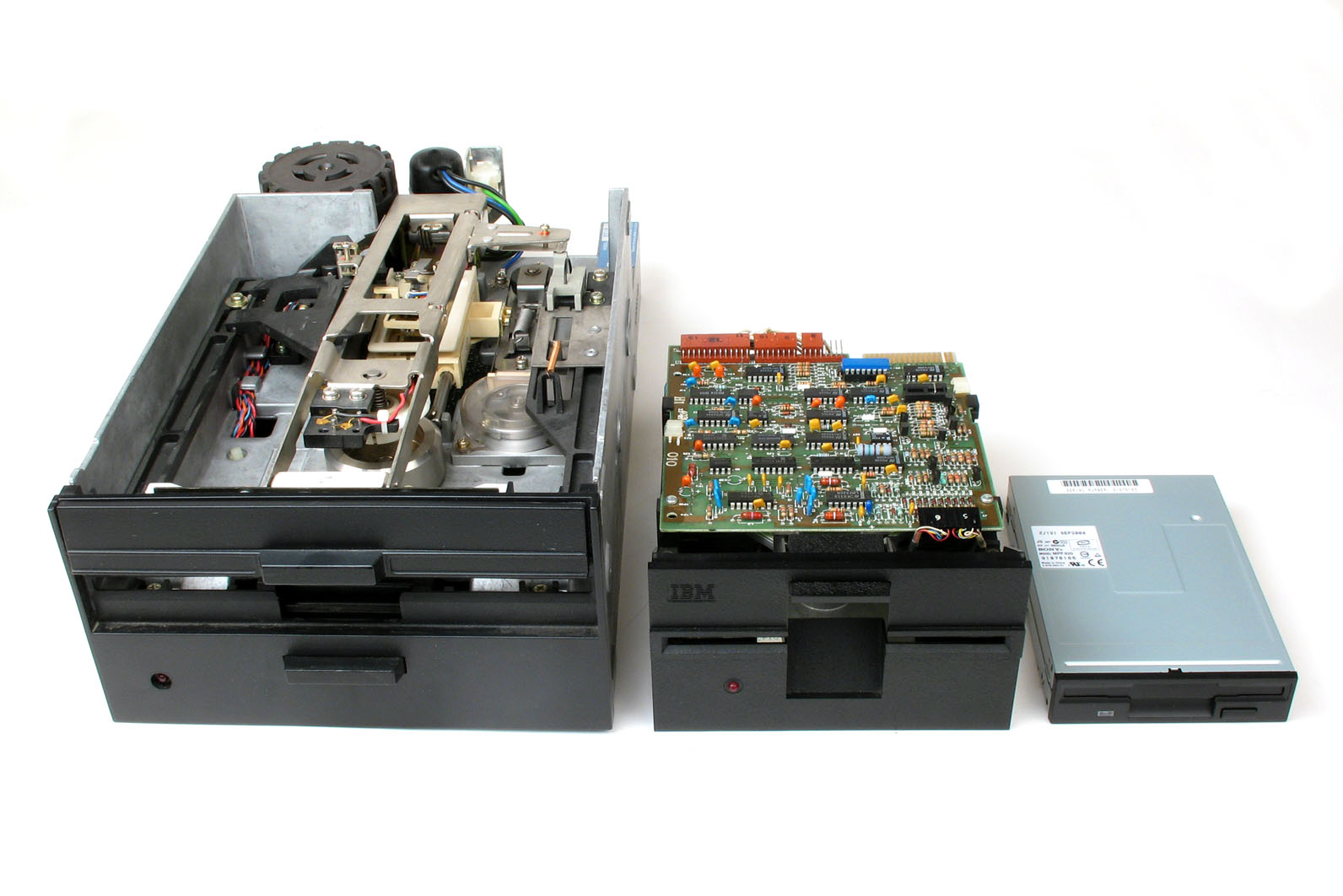
Ổ đĩa mềm 8-inch, 5¼-inch và 3½-inch

- Ổ đĩa mềm dùng cho các loại đĩa mềm 8" (8-inch)
- Ổ đĩa mềm dùng cho các loại đĩa mềm 5,25" (5¼-inch)
- Ổ đĩa mềm dùng cho các loại đĩa mềm 3,5" (3½-inch )

Phân loại theo vị trí lắp đặt:
- Ổ đĩa gắn trong máy tính: Nói chung đến các loại ổ đĩa mềm gắn cố định bên trong máy tính.
  - Gắn trong máy tính cá nhân để bàn: Loại ổ đĩa (như minh hoạ) gắn vào khay 3,5" trong các máy tính để bàn thông dụng.
  - Gắn trong máy tính xách tay: Loại ổ đĩa mềm này được gắn trong các máy tính xách tay, do tính chất bố trí riêng biệt của từng loại máy tính xách tay của các hãng khác nhau mà chúng thường không được sản xuất hàng loạt để lắp ráp chung. Đa số nguyên lý loại này hoàn toàn giống như các loại ổ đĩa mềm cho máy tính cá nhân để bàn, nhưng được thu hẹp nhỏ gọn. Những loại ổ đĩa này do các hãng sản xuất máy tính xách tay tự sản xuất hoặc đặt hàng riêng cho từng loại máy, đời máy.
- Gắn ngoài máy tính: Thông qua giao tiếp USB, phù hợp với một số loại máy tính xách tay muốn sử dụng đĩa mềm nhưng không được thiết kế sẵn trong nó. Loại ổ đĩa này có thể phù hợp với tất cả các máy tính xách tay và máy tính cá nhân để bàn. Ổ đĩa mềm gắn ngoài có thể được sản xuất hàng loạt cho người sử dụng lựa chọn.

## Cấu tạo và hoạt động
Các đĩa mềm lưu trữ dữ liệu thông qua nguyên lý lưu trữ từ trên bề mặt, do đó ổ đĩa mềm hoạt động dựa trên nguyên lý đọc và ghi theo tính chất từ.

Ổ đĩa mềm có cấu tạo một phần giống như các ổ đĩa cứng, nhưng mọi chi tiết bên trong nó có yêu cầu thấp hơn so với ổ đĩa cứng. Tất cả các cách làm việc với đĩa mềm đều chỉ qua một khe hẹp của các loại đĩa mềm.
- Đầu đọc/ghi: Ổ đĩa mềm cho 02 đầu đọc dành cho hai mặt đĩa.
- Động cơ: Động cơ lền trục (spindle motor) của ổ đĩa mềm làm việc với tốc độ 300 rpm (thông dụng) hoặc 360 rpm - khá chậm với các loại ổ đĩa còn lại, điều này cũng giải thích tại sao tốc độ truy cập đĩa mềm lại chậm hơn nhiều. Tốc độ chậm cũng là một lựa chọn để giảm ma sát khi đầu đọc làm việc với bề mặt đĩa.

## Sơ đồ dây kết nối/điều khiển
Bảng dưới đây giải thích các thứ tự dây dẫn điều khiển từ ổ đĩa mềm 3,5" của gắn trong thông dụng đến bo mạch chủ.
| Thứ tự chân                                           | Dạng tín hiệu | Thứ tự chân | Dạng tín hiệu                          |
| ----------------------------------------------------- | ------------- | ----------- | -------------------------------------- |
| 1                                                     | Ground        | 2           | DD/HD Density Select                   |
| 3                                                     | Key           | 4           | Dự trữ (không dùng)                    |
| 5                                                     | Key           | 6           | ED Density Select Chỉ dùng cho 2,88 MB |
| 7                                                     | Ground        | 8           | Index                                  |
| 9                                                     | Ground        | 10          | Motor-On 0 (A:)                        |
| 11                                                    | Ground        | 12          | Drive Select 1 (B:)                    |
| 13                                                    | Ground        | 14          | Drive Select 0 (A:)                    |
| 15                                                    | Ground        | 16          | Motor-On 1 (B:)                        |
| 17                                                    | Ground        | 18          | Direction (stepper motor)              |
| 19                                                    | Ground        | 20          | Step Pulse                             |
| 21                                                    | Ground        | 22          | Write Data                             |
| 23                                                    | Ground        | 24          | Write Enable                           |
| 25                                                    | Ground        | 26          | Track 0                                |
| 27                                                    | Ground        | 28          | Write Protect                          |
| 29                                                    | Ground        | 30          | Read Data                              |
| 31                                                    | Ground        | 32          | Head Select                            |
| 33                                                    | Ground        | 34          | Disk Change                            |
| Chú thích: Ground = GND hoặc mức điện áp 0V, nối đất. |               |             |                                        |